# デイビッド森
森 達也（デイビッド森） は、俳優（アクション）、イラストレーター、デザイナー。路上似顔絵師。

## 来歴
中高保健体育教員免許取得後、「もっと多くの笑顔を生みたい」と路上似顔絵師（溝の口、新百合ケ丘、下北沢、自由が丘） に。
衣装デザイナーの十川ヒロコに師事、CMやPV、舞台の衣装イラストを描く。
2010年YAMAHAのキャラクター（ショパン、バッハ、ベートーヴェン、シューベルト、チャイコフスキー、モーツァルト）をデザイン。
2013年にはmihimaruGT 10周年キャラクターをデザイン。
- 現在、映画、CMなど俳優／イラストレーター／デザイナーとして活動中
- 2006年 独立
- 2005.1 ショー・コスギ塾の修行を経て、芸名（デイビッド森）を貰う
- 2004年 アメリカアクション留学
- 2003年 沖縄にて喜納昌吉氏に声をかけられの喜納の下で働く
- 2002年 日本体育大学卒業。教員免許取得【中高保健体育】
- 2001年 路上似顔絵師となる
- 1993年 ブラジルサッカー留学
- 全国空手道選手権大会で型／組手入賞9回
- 全国空手道選手権大会で型優勝2回
- 全国空手道選手権大会で団体型準優勝1回

## 出演

### テレビ・CM
- 2009年 ヴィダルサスーンCM衣装
- 2008年 全日空企業CM『8年後の選手たちへ編』キャスティング/出演者のトータルケア（サッカー主審役）
- CM『北斗の拳パチンコ』ユリア衣装イラスト
- CM『Panasonic携帯』Sofia衣装イラスト
- 2007年 真夜中のマーチ -中華料理人役（WOWOW）
- National空気清浄機「忍者篇」CMアクション振付 （2005 - 2006年放送）
- 2006年 富豪刑事デラックス（朝日放送・テレビ朝日）
- 2005年 芸能人感謝祭 “ランドセルを背負ってバク転バク宙をする小学生兄弟の振付指導員”
- 2005年 うたばん “ランドセルを背負ってバク転バク宙をする小学生兄弟の振付指導員”
- 2005年 銭形金太郎ハリウッド俳優貧乏（テレビ朝日）
- 2004年 北陽のなりたい -アクション先生(テレビ静岡）

### PV
- SOUL HEAD （SONY） 『SPARKLE☆TRAIN』 盗人役

### 映画
- 2012年 『トーナメント』忍者役
- 2011年 『サルベージマイス』監督：田﨑竜太
- 2011年 『KG』 - 小澤悦司役
- 2009年 『ハイキックガール』 - たかし役
- 2007年 『黒帯Kro-Obi』監督：長崎俊一 - 青谷役※長編映画デビュー
- 『東京天使』短編
- 『This is my Life』リトルケン役

### デザイン/イラスト
- mihimaruGT10周年キャラクターデザイン
- 舞台『二都物語』衣装イラスト
- 舞台『ブルックリン』衣装ペイント/舞台装置似顔絵※月間最優秀作品受賞作品
- 2008年 安室奈美恵Bestアルバム『BEST FICTION』Do me more PV衣装イラスト
- 舞台『SHOUT!』衣装イラスト
- 舞台『ロスタイムライフ』衣装イラスト
- 舞台『早乙女太一・新春特別公演』衣装イラスト
- 2007年 舞台『ビューティフルゲーム』衣装イラスト
- 舞台『ブルックリン』衣装イラスト/衣装ペイント/舞台装置似顔絵 ※月間最優秀作品受賞作品
- 舞台『ヴェローナの二紳士』衣装イラスト
- 舞台『THE TAP GAY』衣装イラスト
- 2006年 舞台『グランドホテル』衣装イラスト
- ナナマーラCDジャケット『MARVELOUS★NUTS』
- 『ドロウジー・シャペロン』衣装イラスト
- 早乙女太一舞台衣装イラスト